# Irvingia tenuinucleata
Irvingia tenuinucleata là một loài thực vật có hoa trong họ Irvingiaceae. Loài này được Tiegh. mô tả khoa học đầu tiên năm 1905.